# Козачок
Козачок — український танець швидкого темпу, дводольного розміру. Виконується парами, рядами, солістами. Його награші та танцювальні фігури мають багато спільного з гопаком, але характер танцю більш легкий.

## Історія
Козачок-швидкий парний[джерело?] танець, що отримав широке поширення на території України та Росії . Якщо в Україні його формування пов'язують із Запорізькою Січчю, то російський варіант розвивався в середовищі кубанського козацтва. Немає причин вважати, ніби одна версія виникла раніше іншої: очевидно, танець був загальним для культури козацтва як такої, але в різних регіонах набував свої характерні відтінки. 
Хореографія танцю Козачок не обмежена чіткими правилами і здебільшого побудована на імпровізації, завдяки чому склалися умови для виникнення варіацій стилю. Однак не можна сказати, що існуючі під такою назвою версії разюче відрізняються один від одного. В Україні танець Козачок ввібрав деякі риси гопака, складного акробатичного танцю, що виконувався чоловіками. Але оскільки Козачок все ж танцюють парами, він більш ліричний і покликаний продемонструвати не військову завзятість, а легкість, веселість і жвавість романтичних відносин. І якщо гопак дозволяв проявити силу, витривалість і готовність йти в бій, то Козачок більше пов'язували з фліртом.
Як вважають дослідники, обробкою музичного супроводу, візитної картки танцю, вперше зайнявся польський композитор Дусяцький, який переклав народну мелодію на мову нот. Достовірно не відомо, коли Козачок сформувався в якості самостійного стилю, але перші документально зафіксовані згадки про нього відносяться до другої половини 18 століття. У ті часи Мелодія, під яку його виконували, зустрічалася в російських музичних збірках, а дещо пізніше Козачок підвищив свій статус, увійшовши в число бальних танців. Коли армія Наполеона відвідала Росію, танець Козачок став одним з "трофеїв", відвезених французами на батьківщину, і дуже скоро він проник в європейські балетні постановки, зайнявши місце на найблискучіших сценах того часу.
Музичний розмір 2/4. Швидкий темп і ігровий характер, властиві танцю, роблять його досить захоплюючим видовищем. Активність і спритність виконавців виводять його в розряд змагальних: здавна молоді хлопці і дівчата влаштовують танцювальні поєдинки, що дозволяють виявити справжніх майстрів.
У 60-ті роки ХХ століття танець Козачок знову увійшов в моду, багато танцювальних колективів включили його в свою програму.